# Veliko Polje (Zagreb)
Veliko Polje je prigradsko naselje u sastavu Grada Zagreba. Nalazi se u gradskoj četvrti Novi Zagreb – istok. U sastavu je župe u Velikoj Mlaki. Pogodno je smješteno između Zagreba i Velike Gorice. 

## Stanovništvo
Prema popisu stanovništva iz 2001. godine, naselje je imalo 1104 stanovnika te 268 obiteljskih kućanstava.

Prema popisu stanovništva 2011. godine naselje je imalo 1668 stanovnika. Prema popisu stanovništva 2021. godine naselje je imalo 2118 stanovnika.
| broj stanovnika |       |       |       |       |       |       |       |       |       |       |       |       |       | 499   | 1104  | 1668  | 2122  |
|                 | 1857. | 1869. | 1880. | 1890. | 1900. | 1910. | 1921. | 1931. | 1948. | 1953. | 1961. | 1971. | 1981. | 1991. | 2001. | 2011. | 2021. |

## Obrazovanje
U Velikom Polju postoji jedan dječji vrtić. U Velikom Polju ne djeluje niti jedna ustanova osnovnog, srednjeg ili visokoga obrazovanja te zbog toga djeca s ovog područja najčešće odlaze u susjedno naselje, Veliku Mlaku, na osnovnu izobrazbu zato što je to najbliže naselje s osnovnom školom. Zbog velikog prirodnog prirasta i doseljavanja u Veliko Polje postoje jake indicije da će se izgraditi osnovna škola u Velikom Polju. 

## Promet
Veliko Polje ima jako dobru prometnu povezanost s ostalim naseljenim mjestima. Kroz naselje prolazi autocesta A11 (Zagreb – Sisak) koja povezuje naselje s Autocestom A3 koja pruža odlazak na ostale važne prometne putove. Kroz naselje prolazi i državna cesta Državna cesta D30 koja omogućava povezanost Velikog Polja i Velike Gorice te Zagreba. 

### Javni prijevoz
Na području Velikog Polja usluge javnog prijevoza obavljaju: Zagrebački električni tramvaj i Hrvatske željeznice. Na području Velikog Polja postoji devet autobusnih stanica te jedna željeznička stanica. ZET-ove linije koje operiraju na području Velikog Polja su: linija 241 (Glavni Kolodvor – Veliko Polje) i linija 268 (Glavni Kolodvor – Velika Gorica). Na području naselja postoji željezničko stajalište Odra na kojem staju vlakovi zagrebačke prigradske željeznice.